# Letenyei kistérség
A Letenyei kistérség egy kistérség volt Zala megyében, központja Letenye volt. 2014-ben az összes többi kistérséggel együtt megszűnt.

## Települései
| Bánokszentgyörgy | Bázakerettye      | Becsehely      | Borsfa         | Bucsuta    |
| Csörnyeföld      | Kerkaszentkirály  | Kiscsehi       | Kistolmács     | Lasztonya  |
| Letenye          | Lispeszentadorján | Maróc          | Molnári        | Murarátka  |
| Muraszemenye     | Oltárc            | Petrivente     | Pusztamagyaród | Semjénháza |
| Szentliszló      | Szentmargitfalva  | Tótszentmárton | Tótszerdahely  | Valkonya   |
| Várfölde         | Zajk              |                |                |            |

## Ásványkincsei
A területen található ásványkincsek két fő csoportból kerülnek ki: szénhidrogének és építőipari alapanyagok. A szénhidrogén-lelőhelyek közül a Budafapuszta körüli területen 1400-1800 méter mélységben egy 18.3 km 2 kiterjedésű szénhidrogén mező húzódik. A Budafapuszta-1 számú fúrás (1937. február 9.) volt az első magyarországi földgázlelőhely, a Budafapuszta-2 számú pedig az első, amely már ipari mennyiségű kőolajat termelt. Jelentőségét ma elsődlegesen széndioxidvagyona adja.